# Abell 2667
Abell 2667 — скупчення галактик з найяскравішим джерелом рентгенівського випромінювання серед інших кластерів галактик з червоним зсувом біля z=0.2.
Abell 2667 є досить відомою гравітаційною лінзою.
Другого березня 2007 р., група астрономів оголосила про відкриття галактики Комета у цьому кластері.

Вказана галактика поступово руйнується під дією сильних гравітаційних полів кластеру Abell 2667. Це відкриття проливає світло на загадкові процеси в результаті яких багаті газом спіральні галактики поступово еволюціонують до неправильних чи еліптичних галактик.